# HD 61295
HD 61295，又名BD+32 1599，SAO 60254、HR 2936，是一颗恒星，视星等为6.17，位于銀經187.71，銀緯23.58，其B1900.0坐标为赤經7h 33m 30.3s，赤緯+32° 23.58′ 20″。